# Tampere (Verwaltungsgemeinschaft)

Lage der Verwaltungsgemeinschaft Tampere

Die Verwaltungsgemeinschaft Tampere (finnisch Tampereen seutukunta) ist eine von sechs Verwaltungsgemeinschaften (seutukunta) der finnischen Landschaft Pirkanmaa. Mit Stand 31. Dezember 2007 lebten dort 341.131 Menschen.
Zu der Verwaltungsgemeinschaft Tampere gehören die folgenden zehn Städte und Gemeinden:
- Hämeenkyrö
- Kangasala
- Lempäälä
- Nokia
- Orivesi
- Pälkäne
- Pirkkala
- Tampere
- Vesilahti
- Ylöjärvi

Am 1. Januar 2005 wurde die Gemeinde Sahalahti in die Gemeinde Kangasala eingegliedert und wechselte so aus der Verwaltungsgemeinschaft Südostpirkanmaa in die Verwaltungsgemeinschaft Tampere. Am 1. Januar 2007 erfolgte die Eingemeindung von Viljakkala in die Nachbarstadt Ylöjärvi. Zum Jahresbeginn 2010 wechselten die Gemeinde Hämeenkyrö von Nordwestpirkanmaa und die Stadt Orivesi von Oberpirkanmaa in die Verwaltungsgemeinschaft Tampere. Anfang 2011 vergrößerte sich die Verwaltungsgemeinschaft Tampere um das Gebiet der aufgelösten Verwaltungsgemeinschaft Südostpirkanmaa, als die Gemeinde Kuhmalahti nach Kangasala eingemeindet wurde und die einzig verbliebene Gemeinde Pälkäne sich ebenfalls der Verwaltungsgemeinschaft Tampere anschloss.